# Feminisme socialista
El feminisme socialista és una corrent teòrica i política del feminisme que critica tant el capitalisme com el patriarcat, enfatitzant les esferes tant pública com privada de la vida de les dones. Argumenta que l'alliberament de les dones només pot ser aconseguit treballant per acabar amb les fonts tant econòmiques com culturals de la opressió de les dones. Explica la subordinació de la dona pel model capitalista dominant i proposa l'alliberament dels oprimits tenint en compte la perspectiva de gènere, perquè les dones estan doblement discriminades: per qüestions de classe i per qüestions de gènere.

## Sorgiment
Neix a finals del segle xix, dins el feminisme de la primera onada, en el moment d'expansió de la industrialització i el sorgiment del moviment obrer, quan les dones de classe obrera exigeixen la creació d'una estructura de drets socials i laborals. En els inicis, és un moviment social caracteritzat per la reclamació de la incorporació al mercat de treball de totes les dones i amb unes condicions de treball dignes argumentant que és el que les dones necessiten per tal d'independitzar-se dels homes, ja que l'alliberament femení és impossible si no passa per trencar amb la dependència econòmica que les subordina als homes, dins el capitalisme, per l'equilibri desigual de la riquesa.
Les guerres mundials minven la flama de les reivindicacions de les feministes socialistes que s'han de centrar en la seva pròpia supervivència i la pau al món, fins als anys 60 als EUA, Europa i Amèrica Llatina, on es creen diversos grups de dones que plantegen un qüestionament a la forma en que l'esquerra tradicional i la nova esquerra aborda la ''qüestió de la dona'', com quelcom secundari. Aquest cop, el feminisme socialista, emmarcat dins el feminisme de la segona onada, posa més el focus en la interconnexió del patriarcat i el capitalisme i amplia, així, l'argument del feminisme marxista del paper que té la societat de classes en la opressió de les dones i la teoria del feminisme radical sobre el gènere que considera el patriarcat com la font única d'opressió de les dones.
A més del feminisme marxista i el radical, n'hi ha altres corrents que també s'assemblen en alguns aspectes al feminisme socialista; ho veiem a continuació.

## Diferències i similituds amb altres corrents del feminisme
El feminisme socialista pensa que un nou ordre social més just portarà inevitablement més igualtat de gènere, perquè s'hauran abolit les estructures que fomenten l'opressió i que són la base del patriarcat capitalista actualment dominant. En els següents apartats comprovem que en pensen sobre això altres corrents del feminisme, si veuen o no, l'alliberament de les dones, com a part necessària de les reclamacions socials, econòmiques i de justícia política i intenten integrar la lluita per l'alliberament de les dones a la lluita contra altres sistemes d'opressió basats, per exemple, en la classe social.

### Feminisme marxista
El feminisme marxista és un tipus de teoria feminista que se centra en les institucions socials del capitalisme i la propietat privada per explicar i criticar la desigualtat i la opressió de gènere. Segons les feministes marxistes, la propietat privada, com l'arrel de la opressió de les dones en el context social actual, provoca l'augment de les desigualtats de gènere tant en l'àmbit privat com en el públic.
El sorgiment del feminisme marxista comença amb l'anàlisi de la opressió de gènere que fa Friedrich Engels a L'origen de la família, la propietat privada, i l'estat (1884). Argumenta que la subordinació d'una dona no és resultat del seu tarannà biològic sinó de les relacions socials, i que els esforços dels homes per aconseguir les seves demandes de control del treball de les dones i les facultats sexuals s'han solidificat gradualment i han esdevingut institucionalitzades en la família nuclear.
A finals del segle xix i principis del segle xx, conegudes marxistes com Clara Zetkin, Alexandra Kollontai o Eleanor Marx donaven suport a una revolució del proletariat que venceria les desigualtats entre homes i dones i, d'aquesta manera, es contraposaven al feminisme considerant-lo, en aquella época, burgès. Les demandes del marxisme ortodox en materia d'igualtat eren realment radicals i el que pretenien era aconseguir l'alliberament de les dones mitjançant la revolució socialista, fent èmfasi en el treball de les dones i en canviar les seves condicions després de la revolució. Estaven en contra de les formes capitalistes del feminisme, ja que el veien com una ideologia burgesa contraposada al marxisme i a la classe treballadora en si mateixa. Critiquen l'intent de combinar el marxisme i el feminisme de les feministes socialistes per considerar que és una creació libertal d'acadèmics i reformistes per traçar aliances amb la burgesia.
El que tenen a veure el feminisme marxista i el feminisme socialista és en que ambdós es dibuixen des d'un punt de vista materialista històric, el qual significa que relacionen les seves idees a les condicions materials i històriques de les vides de les persones.
Així, les feministes socialistes consideren que el sexisme i la divisió sexual del treball de cada era històrica es determina pel sistema econòmic del moment, ja que històricament s'han dissenyat tasques diferents per a les dones, més lligades a l'esfera domèstica, que per als homes amb diverses justificacions, tant biològiques (força física), com religioses i culturals; i, per tant, consideren que la lluita de classes ha d'incorporar el pensament feminista, perquè si determinades feines alienen la persona, especialment entre el proletariat, també ho fan amb les dones, que pateixen, per tant, una doble discriminació. A més, les feines de les dones estan pitjor considerades socialment i poden incloure jornades més llargues per la càrrega excessiva de la cura de la llar i la família.
Totes aquestes condicions, segons les feministes socialistes, són en gran part expressades a través de les relacions del capitalisme i el patriarcat així que el que refusen del marxisme és que la classe i la lluita de classe són l'únic que defineix la història i el desenvolupament econòmic.
Karl Marx va afirmar que quan la opressió de classe sigui vençuda, la opressió de gènere també desapareixerà; segons les feministes socialistes, aquesta visió de la opressió de gènere com a sub-classe de la opressió de classe és naive i molta de la feina que han fet les feministes socialistes ha anat cap a especificar com el gènere i la classe van de la mà per a crear diferents formes d'opressió i privilegi per dones i homes de cada classe.

### Feminisme anarquista
L'anarco-feminisme combina l'anarquisme amb el feminisme veient el patriarcat com una manifestació de jerarquia coactiva involuntària que hauria de ser reemplaçada per l'associació lliure decentralitzada. Les anarco-feministes creuen que la lluita contra el patriarcat és una part essencial de la lluita de classes i la lluita anarquista contra l'estat. En essència, es veu la lluita anarquista com a component necessari de la lluita feminista i viceversa.
L. Susan Brown reclama que "com l'anarquisme és una filosofia política que s'oposa a totes les relacions de poder, és inherentment feminista".
Bakunin s'oposava al patriarcat i la manera en que la llei ''subordina a la dona sota la dominació absoluta de l'home'' apelant a la igualtat de drets entre homes i dones per tal que les dones puguin ''esdevenir independents i ser lliures de forjar el seu propi estil de vida''.
L'anarco-feminisme va començar tard, tant amb autores i teòriques del segle xix i principis del segle XX com amb feministes anarquistes com Emma Goldman, Voltairine de Cleyre i Lucy Parsons.
A la Guerra Civil espanyola, el grup anarco-feminista, Mujeres Libres (Dones Lliures), enllaçat a la Federación Anarquista Ibérica, organitzada per defensar idees tant anarquistes com feministes, del qual era líder Federica Montseny, donava suport a la idea que la emancipació de les dones portaria a la revolució social i que aquesta arribaria en mans de dones intel·lectuals i militants. Aquesta organització es va fundar al 1936 per Lucía Sánchez Saornil, Mercedes Comaposada i Amparo Poch y Gascón amb l'objectiu d'empoderar les dones de classe treballadora. Va aconseguir tenir aproximadament unes 30,000 membres basant-se en la idea d'una "lluita doble", per una banda, l'alliberament de les dones i, per l'altra, la revolució social; argumentant que els dos objectius eren igualment importants i que havien de perseguir-se en paral·lel. Per tal d'obtenir suport mutu, van crear xarxes de dones anarquistes. A més, per tal d'implicar més dones en la lluita feminista i anarquista van impulsar grups no mixtes dedicats a la unió de les pròpies dones que hi participaven compartint les seves experiències personals i així creant una consciencia col·lectiva.

### Feminisme autonomista
Silvia Federici és un professora italiana, mestre, i activista del feminisme autonomista radical de tradició marxista. El llibre més conegut de Federici es El caliban i la bruixa: les dones, el cos i l'acumulació primitiva. En ell, argumenta en contra de la reclamació de Karl Marx de que l'acumulació primitiva és la precursora necessària del capitalisme. En comptes d'això, postula que l'acumulació primitiva és una característica fonamental del capitalisme en ell mateix - aquest capitalisme, per tal del perpetuar-se a si mateix, requereix una infusió constant de capital expropiat.
Federici connecta aquesta expropiació del treball no remunerat amb les dones, ambdós connectats a la reproducció, la qual emmarca com una precondició histórica per l'augment d'una economia capitalista basada en el treball assalariat. En relació amb això, perfila la lluita històrica pel comunalisme. En comptes de veure el capitalisme com a la derrota alliberadora del feudalisme, Federici interpreta l'ascens del capitalisme com un moviment reaccionari per subvertir l'augment del comunalisme i per retenir el contracte social bàsic.
Situa la institucionalització de la violació i la prostitució, com els judicis d'heretges i la caça de bruixes, els enterraments i les tortures, al centre d'una subjugació metòdica de les dones i l'apropiació del seu treball. Això està lligat a la expropiació colonial i proporciona un marc per entendre la feina del Fons Monetari Internacional, el Banc Mundial, i altres institucions pròximes, que tornen a comprometre'ns en un cicle renovat d'acumulació primitiva.

### Feminisme radical
Neix als anys 60 i 70 als EUA i en comptes de criticar la tradició, el que fa és crear-ne una de nova. Critica el patriarcat i la família com la única font d'opressió de les dones, ja que considera que els àmbits privat i públic estan interrelacionats, ja que ''lo personal és polític'', tal com deia una de les feministes radicals més importants de la historia: KATE MILLET.
Considera la lluita socialista condició indispensable però no suficient per a l'alliberament de gènere i aquest és un dels trets que comparteix amb el feminisme socialista, a més de la seva crítica al paper del patriarcat però, alhora, refusa el seu plantejament de que el patriarcat és la única font d'opressió de les dones, ja que el feminisme radical oblida el paper del capitalisme en tota aquesta discriminació.
També se centra en la violència sexista, la explotació sexual, la maternitat i la sexualitat com moltes autores com Sulamith Firestone reivindicaven. Firestone considerava que la maternitat era l'opressió de les dones i que el primer objectiu que havia de tenir la revolució feminista era superar les diferències sexuals i suprimir la família.
Una altra autora designada com a feminista culturalista és Catherina MacKinnon, que concep la sexualitat com a eix de desigualtat entre gèneres i proposa canviar les relacions de poder.

### Feminisme liberal
El feminisme liberal proposa que les dones han d'estar incloses en el model social, sense fer una crítica del mateix. Proposen la integració de les dones en el sistema establert, reclamant els mateixos drets que tenen els homes.
El feminisme socialista comparteix alguns aspectes del feminisme liberal com la necessitat de lluitar per la igualtat de drets entre homes i dones però, alhora, refusa la seva idea fonamental de que les dones es poden alliberar en el marc de la societat de classes sense una transformació de les relacions de producció, ja que la opressió de les dones és clau en la existència del capitalisme.
Les feministes socialistes creuen en la reestructuració de la societat per acabar amb la propietat privada i la esclavitud domèstica, volen donar lloc a una col·lectivització de les tasques de la llar i de la cura i aconseguir l'alliberament sexual tant de dones com d'homes; fet que les feministes liberals no comparteixen.
Parlar d'esclavitud domèstica és considerar la institució del matrimoni tradicional com la causa de la discriminació de les dones, ja que restringeix la sexualitat femenina encaminant-la només cap a la procreació i d'aquesta manera, la exclou de qualsevol altre qüestió que no es lligui amb el rol de mare i esposa que té cura del marit, la llar i els fills. Per això, l'adulteri està pitjor vist si el comet la dona o es toleren fenòmens com la prostitució.
BETTY FRIEDAN és una de les autores més destacades del feminisme liberal de l'últim segle. Coneguda per ''La mística de la feminitat'' on exposa que les dones són víctimes de la heterodesignació del rol d'esposa i mare i per acabar amb això propugna la revolució de la vida domèstica, en tant que la col·lectivització de les tasques de la llar i la redefinició del concepte de família com a plural.

## Pensament
El feminisme marxista plantejava que el problema de les dones no existia sinó que el problema era de les dones obreres i, per tant, amb la revolució obrera, est acabaria.
En resposta al feminisme marxista, sorgeixen les feministes radicals que mostren l'opressió que sofreixen les dones pel fet de ser-ho, que res té a veure amb l'economia i la forma de producció sinó amb un sistema transversal que és el patriarcat, el qual és universal i es perpetua al llarg de la història independentment de la societat particular de què es tracti.
I finalment, des de les files socialistes, sorgeix la síntesi del feminisme socialista desenvolupat en els anys setanta del segle xx, un plantejament que perfila el salt del feminisme utòpic (marxista, burgès i radical) al feminisme científic.
Afirma que el patriarcat no és una qüestió fonamentalment ideològica, no és només un element més de la superestructura capitalista, sinó un sistema d'explotació de les dones pels homes, que s'apropien de treballs i serveis produïts per les dones, també aquells que es emmarcan en la manera de reproducció de la vida i no només de producció capitalista.
El patriarcat ha desenvolupat històricament una enorme capacitat d'adaptació al desenvolupament econòmic i en l'etapa del capitalisme estableixen una aliança beneficiosa per a tots dos que s'entrellacen fins a semblar un només, convertint-se així en ''indestructibles''.
El feminisme materialista descobreix que les dones, a més de treballar per al capital reproduint a la classe obrera, cuidant de la llar en el qual després els proletaris descansen i creant una estabilitat en l'estructura familiar que afavoreix la no revolució social, les dones a més fan uns treballs gratuïts per als homes particulars en el marc d'una relació de producció en la qual s'apropien del treball realitzat per les dones.
I aquesta relació de producció s'estén de forma transversal per tota la piràmide social, de manera que les dones de qualsevol classe social sofreixen alguna forma d'opressió i explotació, és a dir, que la violència de gènere es dona en qualsevol classe social i no únicament per part dels homes de la classe obrera. Per això podem considerar el patriarcat com una cosa transversal, inherent al sistema.
El patriarcat com a sistema se sustenta sobre la base de tres elements fonamentals que són, al seu torn, aquells treballs dels quals els homes es beneficien com capitalisme de la plusvalua dels obrers: el treball domèstic, la criança dels fills i filles i la producció d'amor (afectiu i sexual); a més aquests treballs els realitzen tant les dones que a més tenen un treball assalariat com les que no el tenen. Engels va afirmar amb encert que en la família l'home exercia el rol del burgès i la dona el del proletari.

## Principals teòriques del feminisme socialista
FLORA TRISTÁN: autora emmarcada en el corrent del socialismo utòpic, les reivindicacions i arguments de les quals són similars, en part, a les del feminisme liberal però, estableix com a referent a les dones obreres, ja que reivindica l'educació de les dones com la base per una societat més justa. Criticava el moviment obrer per tampoc incloure a les dones.
CLARA ZETKIN: important socialista en la lluita pels drets de les dones que afirma que ''els interessos de les dones no són homogenis sinó que depenen de la seva pertinença a les diferents classes socials''. En el cas de les dones de l'alta burgesia, la seva principal reivindicació és la de disposar del seu patrimoni. Per les de la petita burgesia és el dret al vot per tal de poder decidir les lleis laborals que els permetin l'accés a la lliure competencia pels treballs assalariats. Les dones de classe proletària, en canvi, considera que la seva situació és molt similar a la dels homes de la seva classe social, ja que també són força de treball pel capital i, per tant, quan acabi la subordinació de classe, també acabarà la subordinació femenina.
Qui, per primera vegada, trenca amb aquesta idea poc realista de la igualtat entre homes i dones en les classes obreres és ALEKSANDRA KOLLONTAI: que considera que la revolució socialista no podrá realitzar-se fins que la qüestió femenina no estigui resolta. Kollontai afirmava que el canvi social s'havia iniciat en les dones, en el naixement de la ''dona nova'', conscient de la seva opressió en el món, en el que el seu paper es defineix per les seves relacions i la seva individualitat no té cap valor. Per ella, ''les dones noves es presenten a la vida amb exigències pròpies, heroïnes que afirmen la seva personalitat, heroïnes que protesten per la subordinació de la dona a l'estat, a la família i a la societat, heroïnes que saben lluitar pels seus drets''. Amb la proposta de la dona nova, critica l'aportació que feia Marx de que per construir un món millor, a part de modificar les relacions de producció, era necessària l'aparició d'un home nou amb nous valors i costums.
LINDA GORDON: historiadora feminista que afirma que el feminisme socialista és inherentment interseccional perquè té en compte tant el gènere com la classe. Segons Gordon, el feminisme socialista del 1980 expandeix el concepte d'interseccionalitat.
Malgrat la suposada presència d'interseccionalitat en el feminisme socialista, moltes feministes, particularment dones de color, critiquen el moviment per no tenir en compte la igualtat racial. Kum-Kum Bhavani, un professor de la Universitat Santa Barbarade California, i Margaret Coulson, una professora feminista socialista, afirmen que la existència de racisme en el moviment feminista socialista és el seu fracàs perquè reconeixen la naturalesa institucional del racisme. Segons Bhavani i Coulson, raça, classe, i gènere estan relacionades indestriablement i, l'exclusió de qualsevol d'aquests factors d'opressió provoca la comprensió incompleta dels sistemes de privilegi i opressió que constitueixen la nostra societat.
CHARLOTTE PERKINS GILMAN: feminista socialista que proposava la professionalització del treball domèstic com la clau per alliberar les dones del rol de mare i cuidadora de la llar o 'housekeeper'. Les feministes socialistes destaquen com la maternitat i la divisió sexual del treball que creixen "naturalment" del rol de les dones com a mares, són la font de l'exclusió de les dones de l'esfera pública i creen la dependència econòmica de les dones en els homes. Afirmen que no hi ha res natural en la divisió sexual del treball i mostren l'expectativa de que les dones es dediquin al treball reproductiu, és a dir, el treball associat amb la maternitat i les tasques domèstiques.
SIMONE DE BEAUVOIR: coneguda feminista socialista per proclamar que la dona no neix dona sinó que es converteix en dona, diferenciant d'aquesta manera la distinció entre sexe i gènere. El seu llibre per excel·lència és ''El segon sexe'', considerant que aquest es refereix a les dones, com a subordinades del primer sexe que serien els homes.

## Primers grups feministes socialistes

### Unió per l'Alliberament de les Dones de Chicago
La Unió per l'alliberament de les dones de Chicago (Chicago Women's Liberation Union), col·loquialment coneguda com a CWLU, es va formar al 1969 després d'una conferència a Palatí, Illinois. Naomi Weisstein, Vivian Rothstein, Heather Booth i Ruth Surgal eren les fundadores. L'objectiu principal de l'organització era acabar amb la desigualtat de gènere i el sexisme. El CWLU va estar gairebé una dècada organitzant com desafiar tant el sexisme com la opressió de classe. El grup és més conegut per la publicació al 1972 del pamflet "Feminisme Socialista: Una Estratègia pel moviment de les Dones ", per ser el primer en utilitzar el terme feminisme socialista.
Durant la seva existència, es van encarregar de treballar temes tant diversos com la salut de les dones, els drets reproductius, l'educació, els drets econòmics, la música i les arts visuals, els esports, l'alliberament de les lesbianes, i molts més.

### WITCH
La conspiració terrorista internacional de les dones de l'infern (W.I.T.C.H.) era el nom de molts relacionats però independents grups feministes dels Estats Units durant 1968 i 1969 i van ser importants en el desenvolupament de feminisme socialista.
No era una organització centralitzada; cada grup W.I.T.C.H. estava format independentment per les dones inspirades per les idees i exemples d'accions anteriors. El seu activisme principalment va agafar la forma de "zaps", una forma de teatre de guerrilla que barreja teatre de carrer i protesta, on van utilitzar accions públiques humorístiques i que cridaven l'atenció per a destacar queixes polítiques i econòmiques contra empreses i agències del govern, freqüentment utilitzant vestits de bruixa i cantant malediccions.

### Big Flame
Big flame o la 'Flama gran' era una organització feminista socialista revolucionària amb orientació de classe treballadora al Regne Unit. Es va fundar a Liverpool l'any 1970 i va créixer ràpidament, apareixent branques de l'organització a altres ciutats. Les seves publicacions emfatitzaven que "és necessari un partit revolucionari però Big Flame ni és aquest partit ni l'embrió".
El grup publicava la revista Big Flame i el periòdic Revolutionary Socialism. Les membres del grup es relacionaven amb grups trotskistes i descrivien la seva política com a marxista llibertaria.

## Figures destacades
- Johanna Brenner, sociòloga que estudia la participació de les dones a l'esfera pública
- Barbara Ehrenreich, periodista i activista política
- Clara Fraser, una de les fundadores del Freedom Socialist Party
- Charlotte Perkins Gilman, escriptora i reformadora social
- Emma Goldman, pensadora anarquista
- Silvia Federici, professora i teòrica feminista
- Donna Haraway, assagista feminista
- Leopoldina Fortunati, teòrica dels estudis de gènere
- Heidi I. Hartmann, fundadora del centre Institute for Women's Policy Research (IWPR)
- Selma James, activista política que reclama que les feines domèstiques estiguin remunerades
- Sheila Rowbotham, escriptora i teòrica feminista
- Sylvia Walby, sociòloga especialitzada en la violència de gènere estructural
- Nellie Wong, poetessa i activista feminista